# Обурден
Обурден (фр. Haubourdin) насеље је и општина у североисточној Француској у региону Север-Па д Кале, у департману Север која припада префектури Лил.
По подацима из 2011. године у општини је живело 14.367 становника, а густина насељености је износила 2705,65 становника/km². Општина се простире на површини од 5,31 km². Налази се на средњој надморској висини од 23 метара (максималној 35 m, а минималној 17 m).

## Демографија
| 1962.  | 1968.  | 1975.  | 1982.  | 1990.  | 1999.  | 2011.  |
| ------ | ------ | ------ | ------ | ------ | ------ | ------ |
| 11 602 | 12 106 | 14 552 | 14 497 | 14 321 | 14 965 | 14.367 |

График промене броја становника у току последњих година

## Партнерски градови
- Јилих